# Andover (Iowa)
Andover è una città degli Stati Uniti, situata nella Contea di Clinton, nello Stato dell'Iowa.

## Geografia fisica
Andover è situata a 41°58′44″N 90°15′06″W (41.978834 -90.251713). La città ha una superficie di 0,5 km², interamente coperti da terra. Le città limitrofe sono: Clinton, Fulton, Goose Lake, Miles, Preston, Sabula, Savanna e Thompson. Andover è situata a 222 m s.l.m.

## Società

### Evoluzione demografica
Al censimento del 2000, Andover contava 87 abitanti e 39 famiglie. La densità di popolazione era di 174 abitanti per chilometro quadrato. Le unità abitative erano 40, con una media di 80 per chilometro quadrato. La composizione razziale contava il 94,25% di bianchi e il 5,75% di altre razze.